# هاري شتاين
هاري شتاين (بالإنجليزية: Harry Stein)‏ هو صحفي وكاتب أمريكي، ولد في 25 نوفمبر 1948.